# 上総町
上総町（かずさまち）とは、千葉県君津郡にかつて存在した町である。久留里城の城下町である久留里を中心とした町である。

## 地理
- 現在の君津市の南東部に位置する。
- 町域は房総丘陵に位置し、ほとんどが山がちな地形である。
- 町は小櫃川の上流域に位置する。

## 歴史

### 沿革
- 1954年（昭和29年）10月1日 - 君津郡久留里町・松丘村・亀山村が合併して上総町が発足。
- 1970年（昭和45年）9月28日 - 君津町・小糸町・清和村・小櫃村とともに合併し、君津町が発足。同日上総町廃止。

## 交通

### 鉄道
日本国有鉄道（現・東日本旅客鉄道）
- 久留里線：久留里駅 - 平山駅 - 上総松丘駅 - 上総亀山駅

### 道路
- 久留里街道（一部は現国道410号、国道465号）

## 名所
- 久留里城